# 디디디 대왕
디디디 대왕(デデデ大王）은 닌텐도의 별의 커비에 등장하는 첫 최종보스 겸 악역(초대 커비 한정)이다. 항상 커비와는 대립 관계를 이루지만 커비를 도와줄 때도 많다.
성우는 쿠마자키 신야/사쿠라이 마사히로

## 설정
팝스타의 평화로운 나라 푸푸푸 랜드의 자칭 대왕이다. 자칭이지만 많은 부하와 성을 가지고 있다.
늘 가지고 다니는 나무해머가 트레이드 마크이며 커비와는 다소 일방적인 라이벌 관계. 커비에게 구해진 적도 커비를 구해준 적도 있다. 
애니메이션과 게임 간의 캐릭터성이 확이하게 다르므로 알아둘 것.

## 애니메이션 판
성우는 오가타 켄이치 (일)/ 시영준 (한)/ 테드 루이스.
애니메이션 판에서는 푸푸푸랜드의 진짜 왕으로 등장한다. 그러나 마을 주민 누구도 어떻게 해서 그가 영주가 되었는지 알지 못한다. 항상 커비를 불굴의 원수로 여기며 메타나이트를 고용하거나 몬스터 주식 회사의 힘으로 커비를 처치하려고 하나 실패한다.